# Erileptus spinosus
Erileptus spinosus är en kräftdjursart som beskrevs av M. J. Rathbun 1893. Erileptus spinosus ingår i släktet Erileptus och familjen Inachidae. Inga underarter finns listade i Catalogue of Life.